# Spermezeu (gmina)
Spermezeu – gmina w Rumunii, w okręgu Bistrița-Năsăud. Obejmuje miejscowości Dobricel, Dumbrăvița, Hălmăsău, Lunca Borlesei, Păltineasa, Sita, Spermezeu i Șesuri Spermezeu-Vale. W 2011 roku liczyła 3123 mieszkańców.

## Współpraca
Miejscowość partnerska:
- Zemst, Belgia